# Gustavo Leal
Gustavo José da Silva Leal (ur. 9 maja 1986 w Rio de Janeiro) – brazylijski trener piłkarski.